# Laurence Alloway
Lawrence Reginald Alloway (Londres, 17 de setembro 1926 — Nova Iorque, 2 de janeiro de 1990) foi um crítico de arte inglês e curador que trabalhou nos Estados Unidos a partir da década de 1960.
Na década de 1950, foi o membro líder do Independent Group no Reino Unido e, na década de 1960, foi um influente escritor, critico tutor nos Estados Unidos. Ele cunhou o termo pop art em 1956.